# 보코더

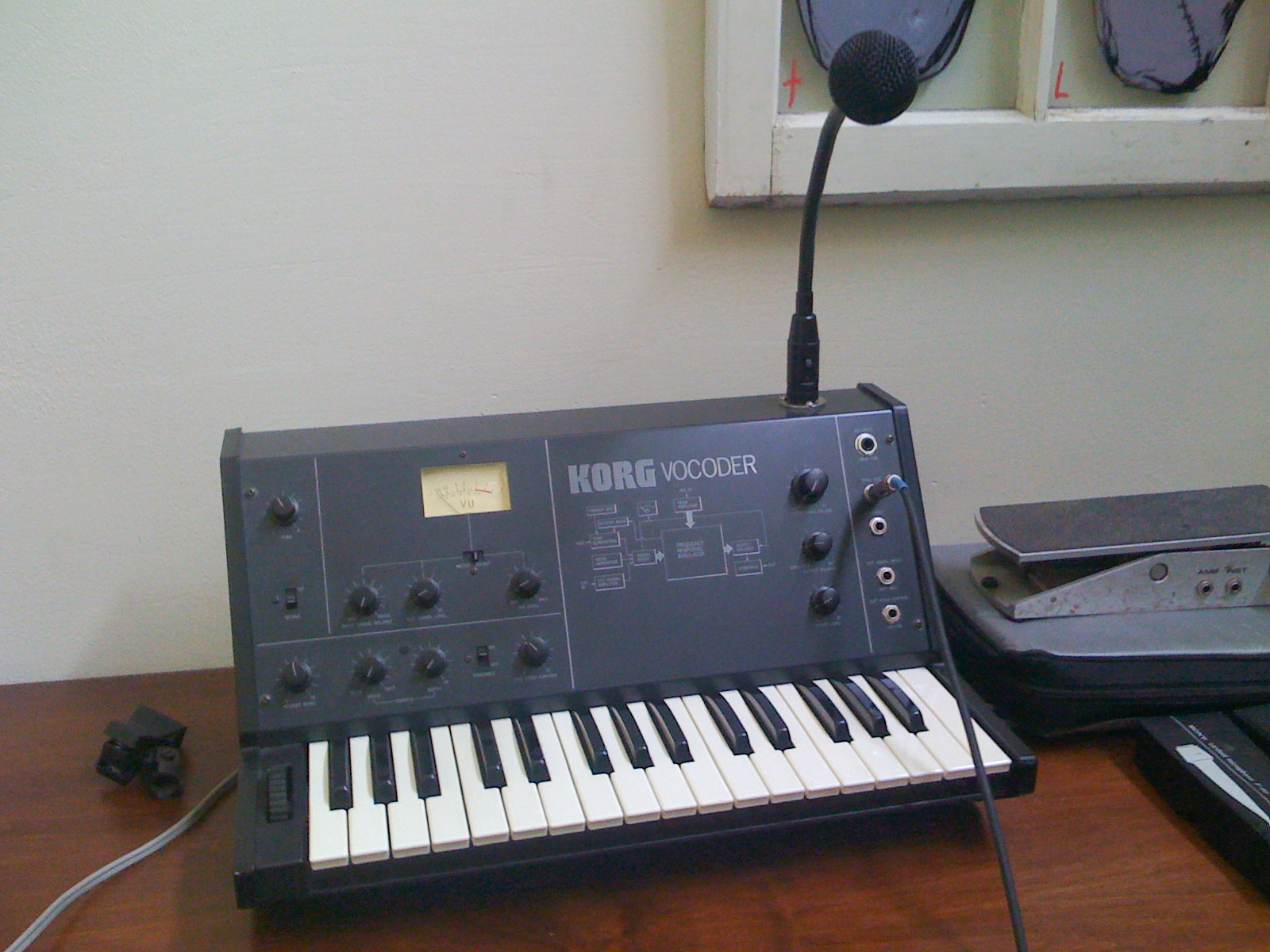
Korg VC-10 vocoder

보코더(영어 : vocoder)는 《보이스》(voice)와 《코더》(coder)의 합성어로, 전자 악기와 이펙터의 일종이다. 신시사이저의 종류로 분류되기도 한다.
본래의 의미는 통신을 위한 음성 압축 기술로, 휴대폰 등 다양한 기기에 사용되고 있다. 음성 파형을 직접 보내는 것이 아니라 매개 변수가 보내고, 수신 측에서는 그 매개 변수에서 원본 음성을 합성한다. 음악용 보코더는 이 기술을 응용한 것이다.

## 효과
말과 소리를 악기 소리로 사용할 수 있다. 일반적으로 말을 마이크에 입력, 현악기 등 악기 소리에 대체 합성하기 위해 그 말을 알아들을 수 있고, "유일한 기계적인 목소리"나 "악기 소리로 화음으로 말하는 소리 "와 같이 사용되는 것이 많았다.
또한, 노래 등의 음정 조절 및 다중 코러스로서의 기능은 PCM에 의한 하모나이저/음고 변환기 등의 등장을 기다려야 했지만, 드물게 (음색이 크게 변화하는 것을 알면서도) 보코더로 대용할 경우가 있었다.

## 역사
원래 보코더는 음성 통신에서 음성 압축 기술로 태어난 것으로, 미국의 벨 연구소의 호머 더들리 (Homer Dudley)가 1928년에 기본적인 아이디어를 발안했다. 당시 전신에 대륙간 횡단 케이블이 전송 가능한 주파수 대역은 기껏해야 100Hz 정도로, 3000 ~ 4000Hz의 대역을 가지는 음성을 직접 보낼 수 없어 음성을 더 좁은 대역에서 보내려고 고안되었다.
인간의 목소리는 음원인 성대 소리의 특성과 유성/무성 구분 및 인후와 구강, 비강, 혀, 치아, 입술 등 조음 기관의 공명에 의한 주파수 선택 특성으로 모델화할 수 있다. 음성 파형은 꽤 빠른 진동 성분을 포함, 조음기구 등의 움직임은 그것과 비교하면 다소 완만하고, 적절하게 매개 변수화할 수 있는 경우 필요한 대역폭을 크게 줄일 수 있다.
더들리는 이러한 생각을 바탕으로 음성의 주파수 스펙트럼을 여러 채널로 나누어 밴드 패스 필터로 분석하여 성대 소리의 기본 주기 (피치)와 유성/무성 구분과 함께 보내 수신자가 음성을 합성하는 채널 보코더를 1939년 발표한다. 또한 음성을 합성하는 부분과 건반과 결합해, 건반 연주 형태의 ‘스피치 신시사이저’〈voder〉로 1939년 뉴욕 세계 박람회에서 공개했다.
채널 보코더는 당시의 기술 수준에서는 대대적인 장치가 되고, 음성 품질이 나쁜 기계적인 목소리가 되기 때문에 민간에서 사용되는 것은 아니지만, 제2차 세계 대전 중 1943년, 처칠 수상과 루즈벨트 대통령의 비밀 회담용 비화 통신 시스템 SIGSALY로 실용화되었다. 채널 보코더는 그 후 디지털 신호 처리 기술 발전으로 선형 예측 코딩 방식(LPC) 및 CELP 코딩 방식 등으로 발전했다.
음악 분야는 통신 분야와 반대로 채널 보코더 특유의 기계적인 음질(로봇 음성)을 살려 새로운 악기와 이펙터로 사용하려고 개발되었다. 그 이전부터 소형 스피커를 목에 설치해 보코더와 같은 효과를 실현하는〈Sonovox〉가 1940대 영화와 광고 등에 사용되고 있었다.
보코더 이용은 더 늦게 1960년대 이후로, 처음에는 소수의 전자 음악 스튜디오에서만 사용되었다. 뮌헨의 지멘스 전자 음악 스튜디오(Siemens-Studio für Elektronische Musik)는 그 하나로, 군사용으로 사용되던 통신용 보코더를 음악용으로 개조해 이용하고 있었다. 반도체 기술을 이용한 보코더의 첫 번째 예는 로버트 모그가 개발한 것으로, 1968년에 버팔로 대학교의 전자 음악 스튜디오용으로 작성되었다.
음악 보코더가 일반적으로 사용되게 된 것은, 기계가 소형화된 일반 음악 스튜디오나 라이브에서 다른 기기와 함께 사용할 수 있게 된 1970년대 후반에 초기 것으로는 〈EMS Vocoder〉와 〈Sennheiser VSM201〉,〈Bode Model 7702 〉등이 알려져 있다. 일본에서도 1970년대 말 〈코르그 VC-10〉와〈롤랜드 VP-330〉이 출시되었다.